# フットチョーク

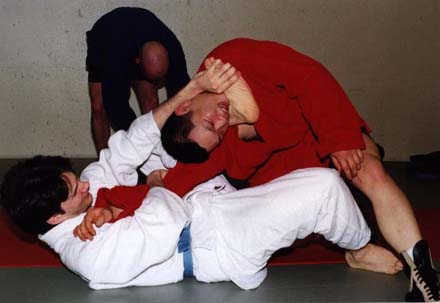
フットチョーク（ゴゴプラッタ）の一例

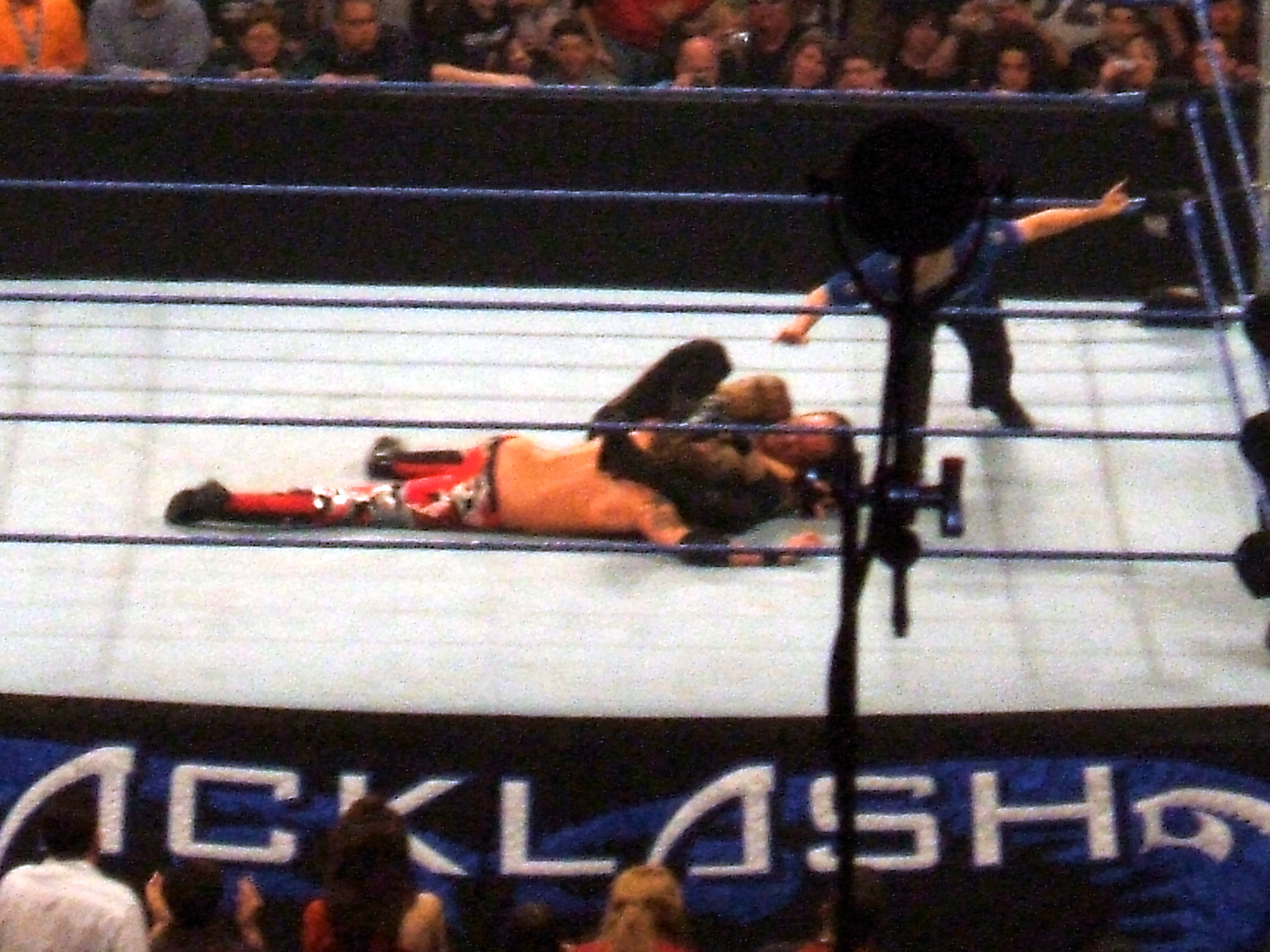
下からのフットチョーク（ヘルズ・ゲート）を掛けるジ・アンダーテイカー

フットチョークは、総合格闘技等において使用される絞め技。ブラジリアン柔術ではゴゴプラッタ (Gogoplata) と呼ばれ、英語圏でもこの名称が使用される。別名デスバレー・バイス (Death Valley Vice)、デビルズ・トライアングル (Devil's Triangle) 、ヘルズ・ゲート (Hell's Gate) 。

## 概要
主にガードポジションの状態から自らの足を掴みながら、脛を使って相手の頸部を圧迫する。
総合格闘技においては2006年12月31日、PRIDE 男祭り 2006にて青木真也がヨアキム・ハンセンに総合格闘技史上初めてラバー・ガードからのフットチョークでのタップアウト勝ちを披露した。また、2007年2月24日のPRIDE.33においてはニック・ディアスが五味隆典に対しこの技でタップアウト勝ちを収めた。
書籍『図説 関節技』では両手で相手の後頭部を引き、脛で相手の首を絞めるフットチョークが紹介されている。
柔道乱取試合ではこの技は禁止されているが、自らの脚で相手の後頭部・うなじ辺りを抑え、前腕部で相手の頸部を圧迫する裸絞の一種片手片足絞めや柔道川石メソッドでの上四方足絞、左足絞などの絞技は使うことができる。
ブラジリアン柔術では、垂落などの足の裏を使用したフットチョークは禁止されている。
WWEのプロレスラーであるジ・アンダーテイカーは、それまで三角絞めを時折使用していたが、必殺技が全て投げ技である上、自らよりも体格に勝るレスラー達が出現したため、2008年初頭から一番の決め技としてフットチョークを使い始めた。当初は、「トライアングルチョーク」や「ゴゴプラッタ」の名称で呼ばれていたが、WWEでは自らの団体と総合格闘技との差別化を図るため、「フットチョーク」または「ゴゴプラッタ」の名称の使用が許されなくなった。そのため、アンダーテイカーがこの技を極める時の名称は「デスバレー・バイス」 、後に「デビルズ・トライアングル」 、さらには「ヘルズ・ゲート」へと変わっている。

## バリエーション
踵絞と垂落は相手の上衣を利用してのフットチョークである。

### 踵絞
踵絞（かかとじめ、かがとじめ）は手では取の足は持たず取の右手で受の右肩、首よりの上衣、左手で受の左前襟を持って左脛で絞めるフットチョーク。柔道家の小田常胤は自著でさらに左腕で相手の右腕を抱える方法を紹介している。柔道家川石酒造之助の書籍『Ma méthode de judo』（1955年）での名称。同著での読みは「かがとじめ」 (KAGATO-JIME) となっている。西日本などの方言では「踵」は「かがと」と発音する。川石酒造之助は西日本の兵庫県の出身である。

### 垂落
垂落（たれおとし）は相手の下から両手で相手の両前襟を順につかんで片脚を曲げて指先を相手の喉にあてて両手を引いて相手の喉を絞めるフットチョーク。

### ロコプラッタ

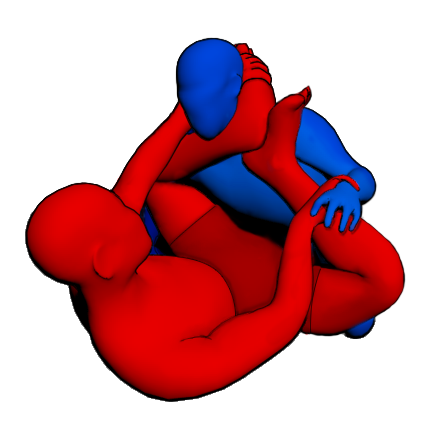
ロコプラッタのイラスト

### アオキプラッタ
アオキプラッタ (Aokiplata) はマウントポジションからのフットチョーク。青木は2008年6月15日のDREAM.4において永田克彦に対しこの技を仕掛け、タップアウト勝ちを収めた。このときのフットチョークは後にアメリカの格闘技サイトBloody Elbowで技名募集がなされ、「アオキプラッタ」と命名された。